# 부강서당
부강서당은 대한민국 경상북도 청송군 주왕산면에 있다. 2009년 9월 1일 청송군의 문화유산 제8호로 지정되었다.

## 개요
대산 이상정, 천사 김종덕, 정재 류치명을 향사하기 위해 1837년 건립 후 2005년 현 위치에 중창하였다.